# Речна скела
Речна скела је врста превозног средства које служи за превоз људи или возила на местима гдје не постоји мост.